# Шаабуни, Хабиба Бухамед
Хабиба Бухамед Шаабуни (род. Тунис) — профессор медицинской генетики Тунисского университета.

## Биография
В 1981 году Шаабуни создала первую службу генетического консультирования, а затем начала эпидемиологические исследования кровного родства в северном Тунисе, регионе, где уровень генетических заболеваний, врождённых дефектов и смертности был особенно высоким. Её исследования показали, что в этом регионе четверть браков заключалась между двоюродными братьями и сёстрами, родители которых сами были братьями и сёстрами.
В 1993 году она создала службу медицинской генетики и консультационную практику с целью создания спроса на пренатальную диагностику. Её работа позволила идентифицировать новые генетические мутации, связанные с различными патологиями. Она опубликовала более 100 научных статей и стала автором или соавтором 50 рецензируемых статей.
В то же время она создала аспирантуру по генетике на медицинском факультете Тунисского университета. В 2006 году она стала лауреаткой премии L’Oréal-UNESCO Awards for Women in Science .
Шаабуни была консультантом Всемирной организации здравоохранения и Лиги арабских наций. Она принимала активное участие во многих международных инициативах, связанных с наследственными заболеваниям, а также вела работу по продвижению Всеобщей декларации ЮНЕСКО о геноме человека и правах человека. Она член Американского общества генетики человека и Европейского общества цитогенетики.
По её собственным словам:

Я осуществила детскую мечту: понять, как началась жизнь и как бесконечны все люди.Оригинальный текст (англ.)I fulfilled a childhood dream of understanding how life started and how all human beings are eternal.